# 长治县都城隍庙
长治县都城隍庙，位于山西省长治市上党区西火镇南大章村，是中华人民共和国山西省文物保护单位之一。
2004年6月10日，授予山西省文物保护单位，是一座古建筑。